# Sussargues
Sussargues (okzitanisch Suçargues) ist eine französische Gemeinde mit 2817 Einwohnern (Stand 1. Januar 2022) im Département Hérault in der Region Okzitanien. Sie gehört zum Arrondissement Montpellier und zum Kanton Le Crès. Die Einwohner werden Sussarguois genannt. Sussargues grenzt im Nordwesten an Saint-Drézéry, im Nordosten Beaulieu, im Westen an Saint-Geniès-des-Mourgues und im Süden an Castries.

## Bevölkerungsentwicklung

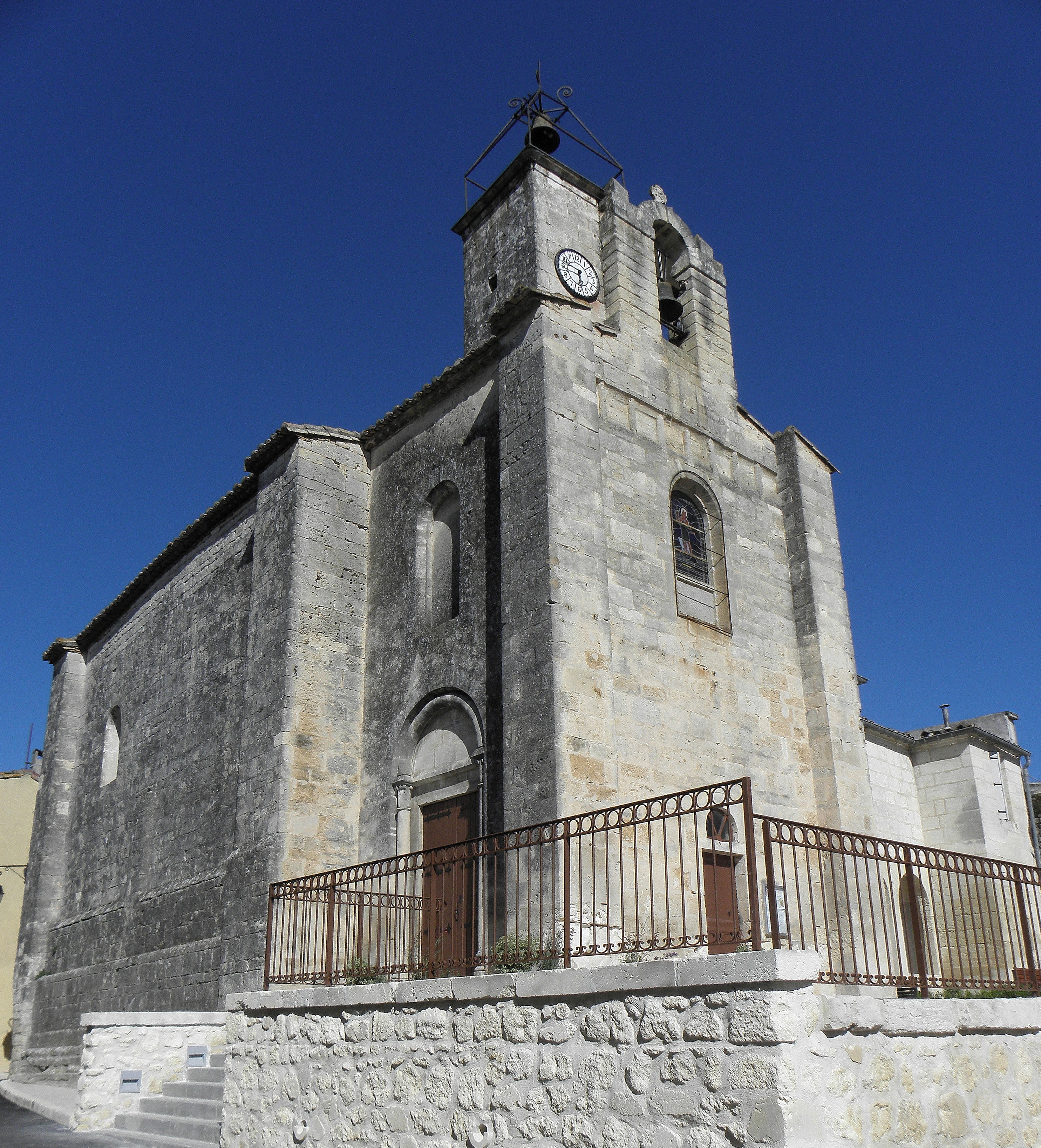
Kirche Saint-Martin

| Bevölkerungsentwicklung | Bevölkerungsentwicklung | Bevölkerungsentwicklung | Bevölkerungsentwicklung | Bevölkerungsentwicklung | Bevölkerungsentwicklung | Bevölkerungsentwicklung | Bevölkerungsentwicklung | Bevölkerungsentwicklung |
| ----------------------- | ----------------------- | ----------------------- | ----------------------- | ----------------------- | ----------------------- | ----------------------- | ----------------------- | ----------------------- |
| Jahr                    | 1968                    | 1975                    | 1982                    | 1990                    | 1999                    | 2006                    | 2017                    |                         |
| Einwohner               | 284                     | 577                     | 1060                    | 1718                    | 2130                    | 2283                    | 2751                    |                         |